# Paula Preradović
Paula Preradović (Beč, 12. listopada 1887. – Beč, 25. svibnja 1951.), poznata i kao Paula von Preradović i Paula Molden, bila je austrijsko-hrvatska pjesnikinja i pripovjedačica.

## Životopis
Paula von Preradović rodila se u Beču 1887. godine. Njezin je otac Dušan Preradović sin hrvatskog književnika Petra Preradovića. Djetinjstvo i mladost od 1889. do 1901. godine i od 1905. do 1913. godine provela je u Puli gdje je njezin otac služio kao austrougarski mornarički časnik. Katolički internat pohađa u Sankt Pöltenu od 1901. do 1905. godine a po povratku u Pulu piše prve pjesme koje su objavljene u prijevodu na hrvatski jezik (Iz pjesama Paule pl. Preradović, Zagreb, 1910.) a potom u njemačkoj zbirci Südlicher Sommer, 1929. godine. Godine 1916. udala se za austrijskoga novinara i povjesničara Ernsta Moldena, s kojim će poslije imati dva sina (Otto Molden, političar, i Fritz Molden, izdavač). Živjela je u Kopenhagenu a od 1920. u Beču, gdje su je 1945. godine uhitili nacisti zbog sudjelovanja u pokretu otpora.
Umrla je u Beču 1951. godine.

## Književno stvaralaštvo
Za života objavila je nekoliko zbirki poezije i proze, a posmrtmno joj je 1995. godine objavljen dnevnik u kojem je opisala posljednje dane Drugoga svjetskog rata u Beču. Ipak, najpoznatija je kao autorica teksta nove austrijske himne Land der Berge, Land am Strome (Gorovita zemljo, zemljo na rijeci). Za to autorsko djelo je 1947. godine nagrađena s 10.000 šilinga. Napisala je autobiografski roman Kindheit am Meer u kojem se prisjeća svoga djetinjstva u Puli, svojoj "izgubljenoj domovini", a objavljen je u knjizi Ernsta Moldena Paula von Preradović. Porträt einer Dichterin, 1955. godine.
Otac Paulin Dušan bio je veliki hrvatski rodoljub te je u tom duhu odgajao i svoju kćer Paulu. Gotovo sva Paulina prozna djela, a i neka pjesnička, uzeta su iz hrvatske prošlosti. Prvu pjesničku zbirku, Südlicher Sommer (Južno ljeto, 1929.) posvetila je svome pradjedu, djedu i ocu a posveta u prijevodu glasi:
"Vama, moji oci,
Tebi, Ivane Preradoviću, legendarni oficiru
U Pappenheimovoj četi,koji si pao
od švedske kugle;
Tebi, Petre Preradoviću, djede moj, blagoslovljeni
pjesniče svoga naroda;
i tebi oče moj, Dušane Preradoviću,
mornaru i istraživaču; uspomeni tvoje ljubavi
i neizmjerne gorčine, koja ti je pala u dio:
Vama posvećujem ove pjesme."
Očev povijesni rad Eine normanische Landung in Dalmatien 1075 (Normansko izkrcavanje u Dalmaciji 1075.) nadahnuo je Paulu na pisanje kraljevske legende o Slavčevoj sudbini (Königslegende, 1950., hrv. prijevod Legenda o kralju Slavcu, Beč, 1972.), sudbini jednog od posljednjih hrvatskih vladara, koji, po očevoj tvrdnji, nije bio ubijen, nego prognan na jedan pusti otok u Jadranu.

## Djela

### Lirika
- Iz pjesama Paule pl. Preradović, Zagreb, 1910.
- Südlicher Sommer: Gedichte (Ljeto na jugu), zbirka pjesama, München, 1929.
- Dalmatinische Sonette (Dalmatinski soneti), zbirka pjesama, Berlin-Wien-Leipzig, 1933.
- Lob Gottes im Gebirge, Salzburg-Leipzig, 1936.
- Ritter, Tod und Teufel, Innsbruck, 1946.

### Proza
- Pave und Pero: Roman, roman, Salzburg, 1940., (u romanu opisuje tragične događaje iz života svojega djeda Petra Preradovića i njegove prve supruge Pavice)[1] (hrv. izd. Pave i Pero: roman, Zagreb, 1940., prevela Božena Begović,[5] tal. izd. Pave e Piero / Paula von Preradović, Torino, 1942.; Milano, 1994.)
- Königslegende, Innsbruck, 1950., (hrv. prijevod Legenda o kralju Slavcu, Beč, 1972.; preveo i uvod o spisateljici napisao Mirko Čović)
- Die Versuchung des Columba: novelle, Salzburg, 1951., (hrv. izd. Kolumbova kušnja, Split, 1972.)
- Gesammelte Werke, sabrana djela, Beč, 1967.
- Wiener Chronik 1945, Beč, 1995.

## Spomen
- U Puli je na kući u kojoj je živjela, u spomen na Paulu von Preradović, prigodom 50. obljetnice njezine smrti, postavljena spomen-ploča.[1]

## Vanjske poveznice
- Tihomil Maštrović, Romansirani životopis Petra Preradovića u romanu Pave i Pero Paule pl. Preradović. Vječno šume vode oko Lukorana...  Arhivirana inačica izvorne stranice od 28. lipnja 2019. (Wayback Machine), Vijenac, br. 635  Arhivirana inačica izvorne stranice od 28. lipnja 2019. (Wayback Machine), 5. srpnja 2018.